# Cedarburg (Wisconsin)
Cedarburg es una ciudad ubicada en el condado de Ozaukee en el estado estadounidense de Wisconsin. En el Censo de 2010 tenía una población de 11.412 habitantes y una densidad poblacional de 904,02 personas por km².

## Geografía
Cedarburg se encuentra ubicada en las coordenadas 43°17′55″N 87°59′21″O / 43.29861, -87.98917. Según la Oficina del Censo de los Estados Unidos, Cedarburg tiene una superficie total de 12.62 km², de la cual 12.51 km² corresponden a tierra firme y (0.88%) 0.11 km² es agua.

## Demografía
Según el censo de 2010, había 11.412 personas residiendo en Cedarburg. La densidad de población era de 904,02 hab./km². De los 11.412 habitantes, Cedarburg estaba compuesto por el 96.29% blancos, el 0.76% eran afroamericanos, el 0.11% eran amerindios, el 1.49% eran asiáticos, el 0.03% eran isleños del Pacífico, el 0.31% eran de otras razas y el 1.01% pertenecían a dos o más razas. Del total de la población el 1.73% eran hispanos o latinos de cualquier raza.